# Turano Lodigiano
Turano Lodigiano är en ort och kommun i provinsen Lodi i regionen Lombardiet i Italien. Kommunen hade 1 543 invånare (2018).